# 2171 Kiev
2171 Kiev (1973 QD1) là một tiểu hành tinh vành đai chính được phát hiện ngày 28 tháng 8 năm 1973 bởi T. Smirnova ở Nauchnyj.